# (100714) 1998 BM20
(100714) 1998 BM20 es un asteroide perteneciente al cinturón de asteroides descubierto el 22 de enero de 1998 por el equipo del Spacewatch desde el Observatorio Nacional de Kitt Peak, Arizona, Estados Unidos.

## Designación y nombre
Designado provisionalmente como 1998 BM20.

## Características orbitales
1998 BM20 está situado a una distancia media del Sol de 3,162 ua, pudiendo alejarse hasta 3,496 ua y acercarse hasta 2,827 ua. Su excentricidad es 0,105 y la inclinación orbital 13,96 grados. Emplea 2054,14 días en completar una órbita alrededor del Sol.

## Características físicas
La magnitud absoluta de 1998 BM20 es 14,4. Tiene 7,469 km de diámetro y su albedo se estima en 0,06. 